# 269485 Bisikalo
269485 Bisikalo è un asteroide della fascia principale. Scoperto nel 2009, presenta un'orbita caratterizzata da un semiasse maggiore pari a 2,7238597 UA e da un'eccentricità di 0,0752685, inclinata di 7,33819° rispetto all'eclittica.